# Aalst
Aalst (francès: Alost, brabançó: Oilsjt) és una ciutat i municipalitat a Flandes, Bèlgica, a la riba del riu Dender, a menys de 30 km al nord-oest de Brussel·les, a la província de Flandes Oriental. La població al cens publicat l'1 de gener del 2008 era de 78.271 habitants.

## Seccions
| #     | Nom           | Extensió (km²) | Població 01/01/2010 | Densitat (inw./km²) |
| ----- | ------------- | -------------- | ------------------- | ------------------- |
| I     | Aalst         | 18,96          | 42.204              | 2.226               |
| II    | Baardegem     | 6,20           | 1.889               | 305                 |
| III   | Erembodegem   | 10,81          | 10.900              | 1.008               |
| IV    | Gijzegem      | 4,66           | 3.247               | 697                 |
| V     | Herdersem     | 5,33           | 2.577               | 483                 |
| VI    | Hofstade      | 6,59           | 5.787               | 878                 |
| VII   | Meldert       | 8,82           | 2.868               | 325                 |
| VIII  | Moorsel       | 9,43           | 4.709               | 499                 |
| IX    | Nieuwerkerken | 7,28           | 5.854               | 804                 |
| Total | Gran Aalst    | 78,11          | 80.035              | 1.025               |

Font: «www.aalst.be». Arxivat de l'original el 2012-03-16. [Consulta: 20 juny 2012].

## Demografia
- Fonts:NIS i ajuntament d'Aalst
- 1971: intercanvi amb Erembodegem
- 1977: annexió de Baardegem, Erembodegem, Gijzegem, Herdersem, Hofstade, Meldert, Moorsel i Nieuwerkerken

## Agermanaments
- Gàbrovo
- Oss

## Personatges il·lustres
- Louis Paul Boon, escriptor flamenc.